# Arlington, Wisconsin
Arlington là một làng thuộc quận Columbia, tiểu bang Wisconsin, Hoa Kỳ. Năm 2006, dân số của làng này là 484 người.